# Религиозная полиция

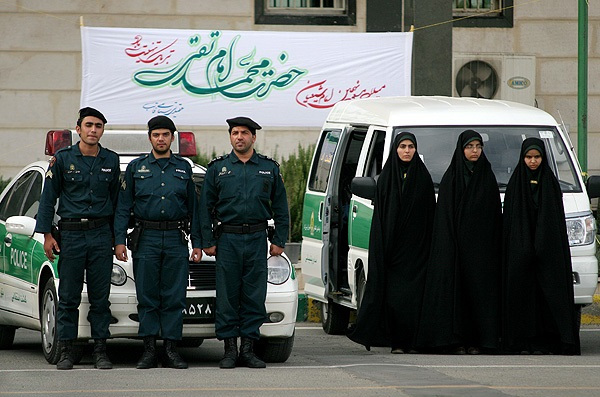
Офицеры руководящего патруля Ирана. Руководящий патруль действует как религиозная полиция иранского командования правоохранительных органов

Религиозная полиция — полиция, следящая за соблюдением религиозных норм и связанных с ними религиозных законов. Почти все религиозные полицейские организации в современном обществе являются исламскими и их можно найти в странах с большим мусульманским населением, таких как Саудовская Аравия или Иран. Обязанности религиозной полиции сильно различаются в зависимости от религии и культуры. Например, исламская религиозная полиция уделяет приоритетное внимание предотвращению употребления алкоголя, воспроизведения музыки, публичного проявления привязанности, западных праздников и пренебрежение молитвой. С другой стороны, религиозная полиция во Вьетнаме отвечает за наблюдение за религиозными меньшинствами, такими как протестанты Дега или католики Ха Мон. Согласно анализу данных Pew Research за 2012 год, по состоянию на 2012 год полиция, обеспечивающая соблюдение религиозных норм, существует как минимум в 17 странах. Религиозная полиция особенно распространена на Ближнем Востоке и в Северной Африке, где примерно в трети стран (35 %) полиция следит за соблюдением религиозных норм.

## По странам
Афганистан
Афганский Комитет по пропаганде добродетели и предотвращению порока был впервые учрежден режимом президента Раббани в 1992 году и принят талибами, когда они пришли к власти в 1996 году. Управление Талибана было создано по образцу аналогичной организации в Саудовской Аравии. Когда Талибан был свергнут, полицию закрыли, но председатель Верховного суда Афганистана восстановил его в 2003 году. В 2006 году режим Карзая принял закон создании нового департамента при Министерстве хаджа и по делам религии, занимающегося «Продвижением добродетели и предотвращением порока». Когда в августе 2021 года талибы снова пришли к власти, они создали новое «Министерство поощрения добродетели и предотвращения порока», заняв для этого здание Министерства по делам женщин старого режима.
Иран

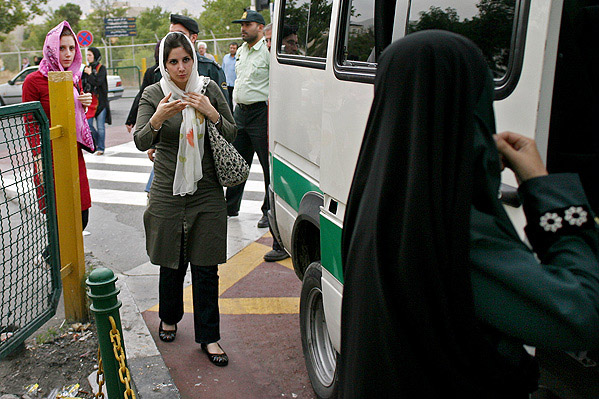
Женщин препроводили в фургон полиции за нарушение дресс-кода

Основанный в 2005 году «Патруль управления» (персидский : گشت ارشاد, " Гашт-е Эршад ") является главной исламской религиозной полицией в Иране. Его миссия — поддерживать исламские нормы поведения и дресс-код в общественных местах. Подобно религиозной полиции в Саудовской Аравии, особое внимание уделяется предотвращению смешивания мужчин и женщин, не связанных между собой родственными узами, без присутствия опекуна-мужчины (махрама). Они также контролируют так называемые «центры перевоспитания». Центры действуют как следственные изоляторы, куда женщин, а иногда и мужчин, заключают под стражу за несоблюдение государственных правил скромности. Внутри учреждений задержанным преподают ислам и важность ношения хиджаба и вынуждают подписать клятву соблюдения государственных правил в отношении одежды.
Саудовская Аравия
В Саудовской Аравии существует два типа полиции: полиция общего назначения и религиозная полиция, также известная как Мутауин (Mutaween). В то время как полиция общего профиля занимается расследованием уголовных дел и обеспечением национальной безопасности, мутавины следят за соблюдением религиозных обычаев шариата. Полицейская активность в Саудовской Аравии представляет собой вершину соблюдения исламских законов и обычаев, поскольку это одновременно абсолютная монархия и теократия. Вторая по величине страна на Ближнем Востоке с населением более 27 миллионов человек занимает уникальное религиозное положение, поскольку здесь находится священный город Мекка. Мутавины действуют в рамках Комитета по пропаганде добродетели и предотвращению порока. Их миссия состоит в том, чтобы поддерживать исламский закон и «предписывать делать то, что правильно, и запрещать делать все, что неправильно» (Аль-Хумайдан, 2008, стр. 39-40). Мутавины обеспечивают сегрегацию полов, запрет на алкоголь, посещение молитв мужчинами, подавление немусульманских представлений и ритуалов, а также скромность женщин (Аль-Джувайр, 2008; Шариф, 2014). В стране насчитывается около 4000 официальных религиозных полицейских и дополнительный вспомогательный персонал (Шариф, 2014).
Во время патрулирования в обязанности мутауинов входит, помимо прочего: обеспечение того, чтобы наркотики, включая алкоголь, не продавались; проверка того, носят ли женщины традиционную накидку абайю; контроль того, чтобы мужчины и женщины, которых замечают вместе на публике, связаны между собой родственными узами; предотвращение участия населения в «легкомысленных» западных обычаях и праздниках.
Наказание за такие правонарушения суровое, зачастую с избиениями и унижениями, не исключая иностранцев. Мутавины поощряют людей сообщать о своих знакомых, которых подозревают в запрещенных действиях.
Активность религиозной полиции усилилась после теракта в Мекке 20 ноября 1979 года.

## Примеры религиозной полиции
- Шариатская гвардия
- Комитет по поощрению добродетели и удержанию от порока (Саудовская Аравия)
- Назидательный патруль
- Шомрим[англ.]